# HD47105
HD47105 — хімічно пекулярна зоря спектрального класу A0, що має видиму зоряну величину в смузі V приблизно  1,9.
Вона  розташована на відстані близько 104,8 світлових років від Сонця.

## Фізичні характеристики
Зоря HD47105 обертається 
порівняно повільно 
навколо своєї осі. Проєкція її екваторіальної швидкості на промінь зору становить  Vsin(i)= 15км/сек.

## Магнітне поле
Спектр даної зорі вказує на наявність магнітного поля у її зоряній атмосфері.
Напруженість повздовжної компоненти поля оціненої з аналізу
становить  162,1± 122,6 Гаус.